# Aquiles Serdán, Campeche
Aquiles Serdán är en ort i Mexiko.   Den ligger i kommunen Champotón och delstaten Campeche, i den östra delen av landet, 900 km öster om huvudstaden Mexico City. Aquiles Serdán ligger 18 meter över havet och antalet invånare är 896.
Terrängen runt Aquiles Serdán är platt. Runt Aquiles Serdán är det glesbefolkat, med 11 invånare per kvadratkilometer. Närmaste större samhälle är Xbacab, 2,6 km söder om Aquiles Serdán. I omgivningarna runt Aquiles Serdán växer i huvudsak lövfällande lövskog.